# Селеро
Селеро је насеље у Италији у округу Бреша, региону Ломбардија.
Према процени из 2011. у насељу је живело 987 становника. Насеље се налази на надморској висини од 382 м.

## Становништво
| 1951. | 1961. | 1971. | 1981. | 1991. | 2001. | 2011. |
| ----- | ----- | ----- | ----- | ----- | ----- | ----- |
| 1.481 | 1.548 | 1.559 | 1.561 | 1.508 | 36    | 1.506 |